# Bellambari, Kolar
Bellambari là một làng thuộc tehsil Kolar, huyện Kolar, bang Karnataka, Ấn Độ.